# Ernie Caceres
 (octobre 2015).
Si vous disposez d'ouvrages ou d'articles de référence ou si vous connaissez des sites web de qualité traitant du thème abordé ici, merci de compléter l'article en donnant les références utiles à sa vérifiabilité et en les liant à la section « Notes et références ».
Ernesto Ernie Caceres est un clarinettiste, saxophoniste (alto, ténor et baryton) américain né à Rockport, Texas le 22 novembre 1911, mort à San Antonio, Texas, le 10 janvier 1971).

## Biographie
Il débute à la clarinette, puis étudie la guitare et le saxophone. Dès 1928, il débute dans sa région, puis constitue un trio.
Installé à Détroit et New York, sa carrière professionnelle reçoit une impulsion décisive lorsqu'il est engagé par Bobby Hackett en 1938, puis se poursuit avec entre autres Jack Teagarden, Glenn Miller, Benny Goodman, Tommy Dorsey et Woody Herman
Il joue essentiellement dans des formations de jazz traditionnel, souvent dixieland, dans des shows télévisés, puis se replie dans son Texas natal et retourne à l'obscurité.
Il est surtout connu comme un clarinettiste agressif sur tempo rapide, plus lyrique dans les ballades et au baryton.